# الرؤية الكونية المسيحية
الرؤية الكونية المسيحية أو كما تسمى بالرؤية الكتابية للعالم (بالإنجليزية: Christian worldview) هي الأفكار والمعتقدات التي يفسر من خلالها الفرد المسيحي أو الثقافة المسيحية العالم والكون، لدى الطوائف المسيحية المختلفة رؤى مختلفة للكون وللعالم حول بعض القضايا والأشياء بناءً على التفسير الكتابي، لكن العديد من المواضيع والقضايا ضمن الرؤية الكونية المسيحية متفق عليها بين جميع الطوائف المسيحية المختلفة.

## التعريف
وفقًا لليو أبوستل، فإن الرؤية الكونية هي أنطولوجيا أو نموذج ذهني يصف الكون والعالم، ويجب عليه أن يشمل هذه العناصر الستة:
1. شرح للعالم والكون.
2. الإيمان بالآخرة والأمور الأخيرة، مثل الجواب على سؤال: إلى أين نتجه؟ وما هي آخرتنا ونهايتنا؟
3. القيم والثبات على الأخلاق المسيحية والإجابة على أسئلتها مثل: ماذا سيفعل يسوع؟
4. البقاء على علم الأفعال أو المنهجية التي تقوم بها المسيحية.
5. نظرية المعرفة والتي يجب من خلالها أن يتم معرفة ما هو صواب وما هو خطأ والقيام بالصواب وتجنب الخطأ.
6. المسببات، يجب أن يتم معرفة المسببات للكون، على سبيل المثال بناء الكون وجذوره وأصوله وهيكلته التي خلقها الله له.

## الإختلاف بين الطوائف المسيحية على الرؤية الكونية المسيحية
الطوائف المسيحية المختلفة لها وجهات نظر أو رؤى مختلفة عن بعضها البعض في تفسير الكون، ويكمن الخلاف حول معنى وتفسير المواضيع والمفاهيم والقضايا في الرؤية الكونية المسيحية. ولكن هناك بعض المواضيع والقضايا والمفاهيم والتفاسير متفق عليها ومشاركة بين جميع الطوائف في الرؤية الكونية المسيحية. على سبيل المثال، أشار نورثروب فراي إلى المجموعات المركزية لنظام الاستعارات في الكتاب المقدس - الجبل والحديقة والكهف. تمت صياغة تمثيل موضوعي مماثل للرؤية الكونية المسيحية في التقليد الإصلاحي مثل الخلق والسقوط والفداء والكمال.